# Maratón de la Comarca Lagunera
Der Maratón de la Comarca Lagunera (andere Bezeichnung Maratón Lala nach dem Molkereiunternehmen Grupo Lala) ist ein Marathon in der mexikanischen Region Comarca Lagunera, der seit 1989 stattfindet. Der Start ist in Gómez Palacio (Durango), das Ziel in Torreón (Coahuila). Seit 2002 werden die mexikanischen Meister im Rahmen der Veranstaltung ermittelt.

## Statistik

### Streckenrekorde
- Männer: 2:10:57 h, Hillary Kipchirchir Kimaiyo (KEN), 2011
- Frauen: 2:29:00 h, Dulce María Rodríguez (MEX), 2005

### Siegerliste
Quellen: ARRS, El Siglo de Torreón
| Datum         | Männer                 | Nation | Zeit    | Frauen                           | Nation    | Zeit    |
| ------------- | ---------------------- | ------ | ------- | -------------------------------- | --------- | ------- |
| 1. März 2020  | Eric Monyenye Mose -3- | Kenia  | 2:19:21 | Madaí Pérez                      | Mexiko    | 2:31:54 |
| 3. März 2019  | Daniel Ortiz Pérez -3- | Mexiko | 2:20:49 | Berenice Rodriguez               | Mexiko    | 2:49:02 |
| 4. März 2018  | Daniel Ortiz Pérez -2- | Mexiko | 2:26:54 | María Isabel Vélez Hernández -2- | Mexiko    | 2:49:46 |
| 5. März 2017  | Daniel Ortiz Pérez     | Mexiko | 2:27:13 | María Isabel Vélez Hernández     | Mexiko    | 3:00:06 |
| 6. März 2016  | Julius Kipyego Keter   | Kenia  | 2:17:18 | Ogla Jerono Kimaiyo              | Kenia     | 2:36:56 |
| 1. März 2015  | Eric Monyenye Mose -2- | Kenia  | 2:14:38 | Misiker Mekonen Demissie         | Äthiopien | 2:37:28 |
| 2. März 2014  | Stephen Mbure Njoroge  | Kenia  | 2:15:40 | Alene Shewarge Amara             | Äthiopien | 2:35:31 |
| 3. März 2013  | Isaac Kimaiya Kemboi   | Kenia  | 2:13:56 | Truphena Chemeli Tarus           | Kenia     | 2:37:03 |
| 4. März 2012  | Eric Monyenye Mose     | Kenia  | 2:10:40 | Marisol-Guadalupe Romero Rosales | Mexiko    | 2:31:15 |
| 6. März 2011  | Hillary Kimaiyo        | Kenia  | 2:08:17 | Paula Apolonio Juarez            | Mexiko    | 2:34:27 |
| 7. März 2010  | Joseph Mutinda         | Kenia  | 2:15:38 | Adriana Fernández -2-            | Mexiko    | 2:43:40 |
| 1. März 2009  | Carlos Cordero         | Mexiko | 2:12:48 | Dulce María Rodríguez -2-        | Mexiko    | 2:30:48 |
| 2. März 2008  | Procopio Franco        | Mexiko | 2:12:38 | Patricia Rétiz                   | Mexiko    | 2:30:29 |
| 4. März 2007  | Pablo Olmedo           | Mexiko | 2:11:34 | María Elena Valencia -2-         | Mexiko    | 2:31:16 |
| 5. März 2006  | Jackson Kipngok        | Kenia  | 2:14:16 | María Elena Valencia             | Mexiko    | 2:33:14 |
| 6. März 2005  | George Okworo Onwonga  | Kenia  | 2:11:47 | Dulce María Rodríguez            | Mexiko    | 2:29:00 |
| 7. März 2004  | Thomas Omwenga         | Kenia  | 2:11:38 | Margarita Cabello                | Mexiko    | 2:37:31 |
| 2. März 2003  | Francisco Bautista -2- | Mexiko | 2:14:28 | Albina Galljamowa -2-            | Russland  | 2:35:48 |
| 3. März 2002  | Francisco Bautista     | Mexiko | 2:13:04 | Nora Leticia Rocha               | Mexiko    | 2:32:46 |
| 4. März 2001  | Andrés Espinosa        | Mexiko | 2:10:57 | Adriana Fernández                | Mexiko    | 2:30:30 |
| 5. März 2000  | Benjamín Paredes -2-   | Mexiko | 2:11:24 | Lucía Rendón                     | Mexiko    | 2:37:23 |
| 4. Apr. 1999  | Luis Reyes             | Mexiko | 2:13:42 | Albina Galljamowa                | Russland  | 2:34:38 |
| 5. Apr. 1998  | Alejandro Villanueva   | Mexiko | 2:12:30 | Patricia Jardón                  | Mexiko    | 2:41:27 |
| 6. Apr. 1997  | Sergio Jiménez -2-     | Mexiko | 2:14:04 | Lourdes Isabel López Carmona     | Mexiko    | 2:36:52 |
| 7. Apr. 1996  | Margarito Zamora       | Mexiko | 2:14:19 | María Elena Reyna                | Mexiko    | 2:37:01 |
| 2. Apr. 1995  | Faustino Reynoso       | Mexiko | 2:12:29 | Martha Durán                     | Mexiko    | 2:45:16 |
| 3. Apr. 1994  | Sergio Jiménez         | Mexiko | 2:14:11 | Leticia Martínez                 | Mexiko    | 2:41:35 |
| 4. Apr. 1993  | Benjamín Paredes       | Mexiko | 2:15:37 | Emperatriz Wilson                | Kuba      | 2:46:30 |
| 5. Apr. 1992  | Ignacio Alberto Cuba   | Kuba   | 2:17:39 | Olga Appell                      | Mexiko    | 2:45:50 |
| 7. Apr. 1991  | Noé Moreno Ramírez     | Mexiko | 2:19:32 | Leticia Tinajero Carpio          | Mexiko    | 2:57:59 |
| 8. Apr. 1990  | Juan Samuel López      | Mexiko | 2:26:01 | Penélope Lona Guerrero -2-       | Mexiko    | 3:08:19 |
| 16. Apr. 1989 | Genaro Monsiváis López | Mexiko | 2:24:05 | Penélope Lona Guerrero           | Mexiko    | 2:58:17 |